# Bodilus ictericus
Bodilus ictericus é uma espécie de insetos coleópteros polífagos pertencente à família Aphodiidae.
A autoridade científica da espécie é Laicharting, tendo sido descrita no ano de 1781.
Trata-se de uma espécie presente no território português.